# Alstroemeria cantillanica
Alstroemeria cantillanica este o specie de plante monocotiledonate din genul Alstroemeria, familia Alstroemeriaceae, descrisă de Pierfelice Ravenna. Conform Catalogue of Life specia Alstroemeria cantillanica nu are subspecii cunoscute.